# Rudolf Galbička
Rudolf Galbička (28. září 1927 – 17. května 2007) byl slovenský fotbalista.

## Fotbalová kariéra
V československé lize hrál za Kovosmalt Trnava a ATK Praha. Dal 4 ligové góly.

## Ligová bilance
| Ročník                                     | Zápasy | Góly | Klub             |
| ------------------------------------------ | ------ | ---- | ---------------- |
| Státní liga 1948                           | -      | 1    | TŠS Trnava       |
| Celostátní československé mistrovství 1949 | -      | -    | Kovosmalt Trnava |
| Celostátní československé mistrovství 1949 | -      | 2    | ATK Praha        |
| Celostátní československé mistrovství 1950 | -      | 1    | ATK Praha        |
| CELKEM 1. liga                             | -      | 4    |                  |